# Чепіга (птах)
Чепіга (Colius) — рід птахів родини чепігових (Coliidae).

## Поширення
Селяться в заростях чагарників і лісах. Мешкають на великих територіях Африки, південніше пустелі Сахара.

## Види
Рід містить 4 сучасних види:
- Colius castanotus — чепіга ангольська
- Colius colius — чепіга намібійська
- Colius leucocephalus — чепіга білоголова
- Colius striatus — чепіга бурокрила

Описано один викопний вид Colius hendeyi, що мешкав у ранньому пліоцені, чиї рештки знайдені в Langebaanweg в Південній Африці. Також з міоцену Франції відомий «Colius» palustris, проте він можливо належить до роду Necrornis.